# Cliff ’Em All!
Cliff ’Em All! – film wydany jako hołd dla zmarłego basisty zespołu Metallica, Cliffa Burtona. Burton zginął w wypadku autobusowym, 27 września 1986 roku niedaleko Ljungby w Szwecji podczas europejskiej części trasy koncertowej Damage, Inc. Tour.
Film jest wspomnieniem 3½ rocznego czasu gdy Cliff był w Metallice, zaprezentowane jako kolekcja: bootlegów stworzonych przez fanów, profesjonalnych nagrań i telewizyjnych występów. W tym filmie zawarte są również osobiste nagrania i zdjęcia Metalliki.
Wydany został 17 listopada 1987 roku na kasecie VHS. Od 23 listopada 1999 roku jest dostępny także na płycie DVD.

## Występy
Detroit, 4 kwietnia 1986 r. – „Supportując Ozzy’ego”
Bootleg. Nagrany z lewej strony, powyżej wysokości sceny.
- „Creeping Death"
- „Am I Evil?"/"Damage, Inc."

Long Island, 28 kwietnia 1986 r. – „Nadal pijani na trasie Ozzy’ego”
Bootleg. Nagrany na wysokości sceny.
- „Master of Puppets"

The Stone, San Francisco, 19 marca 1983 r. – „Drugi koncert Cliffa”
Bootleg. Nagrany na wysokości sceny.
- „(Anesthesia) Pulling Teeth”
- „Whiplash”

Metal Hammer Festival, RFN, 14 września 1985 r. – „Występując z Venomem, Nazarethem, piwem!”
Profesjonalne nagranie.
- „The Four Horsemen”
- „Fade to Black”
- „Seek & Destroy"

Roskilde Festival, Dania, 6 lipca 1986 r. – „Z Philem Collinsem, Erikiem Claptonem, Elvisem Costello, Big Country”
Bootleg. Nagrany na wysokości sceny.
- „Welcome Home (Sanitarium)”
- „(Anesthesia) Pulling Teeth"

Day on the Green, Oakland, 31 sierpnia 1985 r. – „Mały koncert dla kilku przyjaciół”
Profesjonalne nagranie.
- Solo Cliffa/"For Whom the Bell Tolls”

Chicago, 12 sierpnia 1983 r. – „Pierwsza prawdziwa trasa! Supportując Raven na trasie Kill ’Em All for One”
Profesjonalne nagranie.
- „No Remorse"
- „Metal Militia"